# Qtractor
Qtractor ist eine Digital Audio Workstation für Linux-Betriebssysteme.
Qtractor ist ein nicht-destruktiver MIDI Multi-Track-Sequencer, der LADSPA-, DSSI-, VST- und LV2-Plug-Ins unterstützt. Die Musiksoftware ist in C++ geschrieben und nutzt Qt5. Der Programm-Autor Rui Nuno Capela ist auch verantwortlich für die Programme Qjackctl, Qsynth und Qsampler-Linie.
Qtractor verfügt über Features wie nicht-destruktives und nicht-lineares Editieren, eingebaute Mixer und Kontrollmonitore, Standardwerkzeuge wie Fadein und Fadeout, Lautstärkeregelung und Normalisierung. Unterstützte Audioformate sind OGG (via libvorbis), MP3 (nur abspielen), WAV, FLAC, AIFF und einige mehr über die libsndfile-Bibliothek.